# Collyn Gagne
Collyn Gagne (20 de noviembre de 2000) es un deportista canadiense que compite en natación. En los Juegos Panamericanos de 2023 obtuvo una medalla de plata en la prueba de 400 m estilos.

## Palmarés internacional
| Juegos Panamericanos | Juegos Panamericanos | Juegos Panamericanos | Juegos Panamericanos |
| Año                  | Lugar                | Medalla              | Prueba               |
| -------------------- | -------------------- | -------------------- | -------------------- |
| 2023                 | Santiago (Chile)     | Medalla de plata     | 400 m estilos        |